# Луций Новий Руф
Луций Новий Руф (лат. Lucius Novius Rufus) — римский политический деятель второй половины II века.
О происхождении Руфа нет никаких сведений. В 186 году он занимал должность консула-суффекта вместе с Луцием Аннием Равом. В 196 году Руф находился на посту легата пропретора Тарраконской Испании. В 197 году он поддержал Клодия Альбина в борьбе против Септимия Севера. Дальнейшая его судьба неизвестна.
Возможно, его сыном был наместник Нижней Мёзии Тиберий Флавий Новий Руф.